# Élections municipales de 2014 à Béziers
Pour un article plus général, voir Élections municipales françaises de 2014.
Le premier tour des élections municipales françaises de 2014 à Béziers a eu lieu les 23 et 30 mars 2014,,,.

## Mode de scrutin
Le mode de scrutin à Béziers est celui des villes de plus de 1 000 habitants : la liste arrivée en tête obtient la moitié des 61 sièges du conseil municipal. Le reste est réparti à la proportionnelle entre toutes les listes ayant obtenu au moins 5 % des suffrages exprimés. Un deuxième tour est organisé si aucune liste n'atteint la majorité absolue et au moins 25 % des inscrits au premier tour. Seules les listes ayant obtenu aux moins 10 % des suffrages exprimés peuvent s'y présenter. Les listes ayant obtenu au moins 5 % des suffrages exprimés peuvent fusionner avec une liste présente au second tour.

## Résultats
| Tête de liste                    | Tête de liste            | Liste                    | Premier tour | Premier tour | Deuxième tour | Deuxième tour | Sièges | Sièges |  |
| Tête de liste                    | Tête de liste            | Liste                    | Voix         | %            | Voix          | %             | CM     | CC     |  |
| -------------------------------- | ------------------------ | ------------------------ | ------------ | ------------ | ------------- | ------------- | ------ | ------ |  |
|                                  | Robert Ménard            | FN - DLF - MPF           | 13 068       | 44,88        | 14 867        | 46,99         | 37     | 22     |  |
| Choisir Béziers                  |                          |                          | 13 068       | 44,88        | 14 867        | 46,99         | 37     | 22     |  |
|                                  | Elie Aboud               | UMP                      | 8 783        | 30,17        | 10 957        | 34,63         | 8      | 5      |  |
| Pour la renaissance de Béziers   |                          |                          | 8 783        | 30,17        | 10 957        | 34,63         | 8      | 5      |  |
|                                  | Jean-Michel Du Plaa      | PS                       | 5 431        | 18,65        | 5 817         | 18,38         | 4      | 3      |  |
| Une autre idée de Béziers        |                          |                          | 5 431        | 18,65        | 5 817         | 18,38         | 4      | 3      |  |
|                                  | Aimé Couquet             | PCF - PG                 | 1 834        | 6,30         | 5 817         | 18,38         | 4      | 3      |  |
| Alternative populaire biterroise |                          |                          | 1 834        | 6,30         | 5 817         | 18,38         | 4      | 3      |  |
|                                  |                          |                          |              |              |               |               |        |        |  |
| Votes exprimés                   | Votes exprimés           | Votes exprimés           | 29 116       | 61,42        | 31 641        | 66,75         |        |        |  |
| Votes blancs                     | Votes blancs             | Votes blancs             | 869          | 2,90         | 835           | 2,57          |        |        |  |
| Votes nuls                       |                          |                          | 869          | 2,90         | 835           | 2,57          |        |        |  |
| Total                            | Total                    | Total                    | 29 985       | 100          | 32 476        | 100           | 49     | 30     |  |
| Abstention                       | Abstention               | Abstention               | 17 416       | 36,74        | 14 925        | 31,49         |        |        |  |
| Inscrits / participation         | Inscrits / participation | Inscrits / participation | 47 401       | 63,26        | 47 401        | 68,51         |        |        |  |